# Koning Boudewijnstadion
Het Koning Boudewijnstadion (Frans: Stade Roi Baudouin), vernoemd naar Koning Boudewijn, en eerder bekend onder de namen Jubelstadion en Heizelstadion, is een multifunctioneel sportstadion en concertstadion gelegen op de Heizel in Brussel. Met 50.093 zitplaatsen is het het grootste stadion in België.

## Geschiedenis
In 1927 werd op deze plek het Jubelstadion gebouwd. Na de Tweede Wereldoorlog werd in 1946 de naam gewijzigd in Heizelstadion, naar de wijk waarin het stadion ligt.
Het Heizeldrama, dat op 29 mei 1985 in dit stadion plaatsvond, was een van de grootste rampen in de voetbalgeschiedenis. Voor de finale van de Europacup 1 van het seizoen 1984/85 tussen het Engelse Liverpool en Italiaanse Juventus braken rellen uit, toen Liverpoolsupporters het neutrale vak met fans bestormden dat met supporters van Juventus was gevuld. Daarbij kwamen 39 mensen (van wie 32 Italianen) om het leven en raakten er ongeveer 400 gewond.

## Modernisering
In een eerste renovatiefase, die in september 1994 begint naar een ontwerp van bOb Van Reeth, wordt het stadion grondig onder handen genomen. Onder andere de tribunes worden daarbij vernieuwd.
Op 23 augustus 1995, precies 65 jaar na de opening van het Jubelstadion, wordt het vernieuwde stadion plechtig geopend in aanwezigheid van de koninklijke familie en van al wie ook maar van enige betekenis is in de Belgische sportwereld. Het heet voortaan "Koning Boudewijnstadion".
Wanneer België en Nederland samen de organisatie van Euro 2000 (Europees Kampioenschap voetbal) in de wacht slepen, moet het stadion verder gerenoveerd worden. Er moet een verdieping met tribunes bij komen en de oude Tribune 2 moet herbouwd worden.
Het originele, met fresco's versierde fronton bleef behouden en komt goed tot zijn recht; het behoudt zijn voornaamste functie als toegang tot het stadion.
In 1996 wordt tijdens de Memorial Van Damme een nieuwe, razendsnelle atletiekpiste met 9 banen plechtig in gebruik genomen.
De tweede fase van de renovatiewerkzaamheden begint op 27 januari 1997. Het stadion zoals we het vandaag kennen, wordt voltooid en plechtig geopend op 28 augustus 1998, ter gelegenheid van de Memorial Van Damme. Om volledig tegemoet te komen aan de eisen van de UEFA worden voor het begin van Euro 2000 nog bijkomende werken uitgevoerd die de veiligheid en het comfort van de bezoekers moeten verhogen. In april 2024 werden de kleedkamers verbouwd, dat maakt het nog aangenamer sporten voor de sporters.
Het stadion heeft meer te bieden dan sportinfrastructuur alleen. Dankzij de nieuwe uitrusting kan het ook het kader vormen voor concerten (The Rolling Stones, Céline Dion, Johnny Hallyday, Bruce Springsteen, U2, Robbie Williams, Genesis, Bon Jovi, André Rieu, Madonna, Beyoncé, One Direction, Coldplay, Metallica en Ed Sheeran) of andere niet-sportieve events (Hyundai Fun & Family Day, Job Days, Jambe ter gelegenheid van 100 jaar scouting in België en een Monster Jam). Tegen die achtergrond ziet op 1 september 1998 de vzw Prosport Brussel het daglicht. Deze paracommunale vzw ondersteunt de Sportdienst bij het beheer van de Koning Boudewijnstadion. De vereniging wordt medebeheerder van dit grote complex en staat onder andere in voor de coördinatie van alle niet-sportieve evenementen die in het stadion doorgaan.

## Eventuele afbraak 2015
In 2015 werden plannen bekendgemaakt om het Koning Boudewijnstadion te vervangen door een nieuw te bouwen groter voetbalstadion, het Eurostadion. Dat had er enkele honderden meters verder moeten komen, op Parking C van de Heizel. Deze plek is eigendom van de stad Brussel doch gelegen op het grondgebied van de Vlaamse gemeente Grimbergen.
In 2019 werd echter aangekondigd dat de plannen voor het nieuwe stadion werden opgeborgen en dat het Koning Boudewijnstadion nogmaals zou worden gerenoveerd.

## Evenementen
In het Koning Boudewijnstadion wordt jaarlijks de Memorial Van Damme georganiseerd, een van de meest prestigieuze atletiekmeetings ter wereld. Verder vinden er vaak voetbalwedstrijden plaats, zoals de meeste thuiswedstrijden van de Rode Duivels en de bekerfinale van de Belgische voetbalbeker.
In 1998 besloot de Stad Brussel om in het Koning Boudewijnstadion een organisatie op te richten die verantwoordelijk is voor de promotie en het beheer van de diverse activiteiten. Deze organisatie moet instaan voor de maximale bezetting van het stadion, door er niet-sportieve evenementen, zaal- en faciliteitenverhuur te organiseren, en ervoor zorgen dat het aanbod van de administratie zo goed mogelijk inspeelt op de noden van privé-ondernemingen. Sindsdien werkt de VZW Prosport samen met de Sportdienst van de Stad Brussel, die het stadion beheert. Ze vullen elkaar aan en zodoende ontstaan er in hun werkingen een aantal synergieën.
Sinds 1999 is er een permanente en interactieve tentoonstelling omtrent de geschiedenis van het Koning Boudewijnstadion. Optredens zoals van Céline Dion, U2, Coldplay, Ed Sheeran, Johnny Hallyday, Bruce Springsteen, Bon Jovi, Robbie Williams, Genesis, Madonna, One Direction, Beyoncé, Rammstein en Metallica bevestigen de multifunctionaliteit van het stadion.
Op 29 september 2024 vond in het Koning Boudewijnstadion een eucharistieviering plaats die werd voorgegaan door paus Franciscus, in aanwezigheid van de Belgische koninklijke familie.

## Belangrijke eenmalige evenementen

### Voetbalwedstrijden
| №  | Datum        | Wedstrijd                                 | Uitslag       | Competitie               | Toeschouwers |
| -- | ------------ | ----------------------------------------- | ------------- | ------------------------ | ------------ |
| 1  | 29 mei 1958  | Real Madrid CF – AC Milan                 | 3 – 2         | Finale Europacup I 1958  | 67.000       |
| 2  | 13 mei 1964  | Sporting Club de Portugal – MTK Boedapest | 3 – 3         | Finale Europacup II 1964 | 3.208        |
| 3  | 11 mei 1966  | Real Madrid CF – Partizan Belgrado        | 2 – 1         | Finale Europacup I 1966  | 46.745       |
| 4  | 14 juni 1972 | Hongarije – Sovjet-Unie                   | 0 – 1         | EK 1972 - Halve finale   | 43.437       |
| 5  | 15 mei 1974  | FC Bayern München – Atlético Madrid       | 1 – 1         | Finale Europacup I 1974  | 48.722       |
| 6  | 5 mei 1976   | RSC Anderlecht – West Ham United FC       | 4 – 2         | Finale Europacup II 1976 | 51.296       |
| 7  | 14 mei 1980  | Valencia CF – Arsenal FC                  | 0 – 0 (5 – 4) | Finale Europacup II 1980 | 40.000       |
| 8  | 29 mei 1985  | Liverpool FC – Juventus                   | 0 – 1         | Finale Europacup I 1985  | 59.000       |
| 9  | 8 mei 1996   | Paris Saint-Germain – Rapid Wien          | 1 – 0         | Finale Europacup II 1996 | 37.000       |
| 10 | 10 juni 2000 | België – Zweden                           | 2 – 1         | EK 2000 - Groep A        | 50.000       |
| 11 | 14 juni 2000 | België – Italië                           | 0 – 2         | EK 2000 - Groep A        | 46.000       |
| 12 | 19 juni 2000 | België – Turkije                          | 0 – 2         | EK 2000 - Groep A        | 48.000       |
| 13 | 24 juni 2000 | Italië – Roemenië                         | 2 – 0         | EK 2000 - Kwartfinale    | 42.500       |
| 14 | 28 juni 2000 | Frankrijk – Portugal                      | 2 – 1         | EK 2000 - Halve finale   | 50.000       |

### Overige
- 1954: jaarlijks de finale van de Beker van België (7 edities werden elders gespeeld)
- 2003: concert Bruce Springsteen
- 2005: concert U2
- 2006: concerten Robbie Williams
- 2007: België - Argentinië (rugby)
- 2007: concert Genesis
- 2008: concert Bon Jovi
- 2009: concert Mylène Farmer
- 2010: concert U2
- 2012: concert Madonna
- 2013: concert Robbie Williams
- 2015: concert One Direction
- 2016: concert Beyoncé
- 2017: concerten Coldplay
- 2017: concert U2
- 2019: concert Metallica
- 2019: concert Rammstein
- 2022: concert The Rolling Stones
- 2022: concerten Ed Sheeran
- 2022: concerten Coldplay
- 2023: concert Beyoncé
- 2023: concert The Weeknd
- 2023: concert Rammstein
- 2024: concert P!nk

## Sportcomplex van het Koning Boudewijnstadion
Het Koning Boudewijnstadion maakt deel uit van een groter sportcomplex dat ook het Heizelcomplex genoemd wordt. Er ligt een atletiekterrein, het Victor Boinstadion (bijterrein 1), een tweede voetbalveld met tribunes, de Kleine Heizel (Petit Heysel, bijterrein 2) en nog drie velden waarvan een van kunstgras (bijterreinen 3 tot 5). Ook is er een sporthal voor mindervaliden.

## Royale Union Saint-Gilloise
Na het seizoen 2015-2016 werd in België een hervorming van de competitie doorgevoerd. Ploegen uit de Challenger Pro League moesten voldoen aan de licentievoorwaarden de Jupiler Pro League om de voorkeur te genieten om uit te komen bij de profploegen. Een van deze voorwaarden was een stadion conform aan 1A. Aangezien Union niet over zo'n stadion beschikte, besloot men om het Koning Boudewijnstadion te huren voor het seizoen 2016-2017 terwijl hun eigen stadion verbouwd werd. Nadat Union promoveerde naar 1B, werkte men hun thuiswedstrijden hier af.

## Heizel
Op de Heizel bevindt zich naast het Koning Boudewijnstadion ook nog het Atomium, een gebouw gebouwd voor de wereld expo van 1958, een kinepolis en mini-Europa.